# Eden: It's an Endless World!
Eden: It's an Endless World! é um mangá japonês de Hiroki Endou do gênero Seinen, foi publicado mensalmente na revista Afternoon, de 1998 a 2008.
A história começa em depois que vírus matou 15% da população mundial, mutilou e desfigurou muitos outros, deixando um mundo semi-devastado. Eden é sobre um homem tentando sobreviver, tanto física quanto moralmente num mundo que é muito complexo para o simples "preto no branco".

## A história
A série começa com uma longa introdução, que mostra a vida de Ennoia Ballard e Hannah Mayall, dois adolescentes imunes ao vírus e que acreditam serem os últimos seres humanos saudáveis. Essa crença é alimentada pelo fato de ambos viverem isolados numa ilha remota tendo por única companhia os animais e o cientista Morris, um homem vítima do vírus e amigo do pai de Ennoia.
O passado das crianças é revelado por meio de flashbacks que guiam a história, a descoberta do robô Querubim e o retorno do pai de Ennoia, juntamente com as forças da Federação Propater.
Após isso, a história avança vinte anos, e centra-se no filho de Ennoia e Hannah, Elijah, e seu próprio conflito com a poderosa e monopolista Federação Propater, que sequestrou sua irmã mais nova, Mana Ballard.
Ele vive em terras abandonadas, muito semelhante ao Éden no qual seus pais viveram, tendo por companhia apenas o robô Querubim. Mas sua vida muda completamente ao encontrar membros do grupo Nomad que o introduzem num novo tipo de vida.
A partir daí, Elijah conhecerá outros personagens, tanto aliados quanto inimigos, além de viver sob o estigma de ser o filho de um poderoso traficante sul-americano. No fim, todos apenas lutam para sobreviver em um mundo pós-apocalíptico distópico.

## Personagens
Elijah / Elia Ballard
O protagonista, Elijah é o segundo filho de Hannah e Enoa Ballard (casal cuja história é contada na introdução do mangá). Ele começa a história quando vive sozinho com Querubim e é forçado a se juntar ao grupo Nomad por um curto período de tempo. Depois disso, ele precisa amadurecer rapidamente quando é envolvido nas atividades criminosas de seu pai e assim começa a trilhar o caminho de se tornar um adulto. No Brasil, seu nome foi traduzido como Elia.
Ennoia Ballard
É o pai de Elijah, criado em Éden. Como seu nome é feminino, prefere ser chamado de Enoa. É o responsável pelo reativamento do robô Querubim e o mais poderoso traficante da América do Sul, além de se opor a Federação Propater. O desprezo que muitos sentem por Ennoia Ballard é compartilhado, em certa medida, até mesmo por sua família.
Hannah Mayall / Ballard
É a mãe de Elijah, também criada em Éden. Ela e a irmã caçula de Elijah foram capturadas pela Propater ao tentar sair do país.
Mana Ballard
Irmã caçula de Elijah, está nas mãos da Propater.
Gina Ballard
Irmã mais velha de Elijah, sua morte causou um profundo desentendimento entre seus pais.
Layne / Rain Morris
Cientista amigo de Chris, pai de Enoa, que cuida de Hannah e Enoa no Éden. Parece desejar a extinção da humanidade e, por também ter sido contaminado, já possui a maior parte do corpo paralisada e cristalizada. No Brasil, seu nome foi traduzido como Rain.
Coronel Khan – Grupo Nomad
Um velho soldado muçulmano do Azerbaijão, que se tornou o líder do grupo Nomad (que inclui Kenji e Sophia). É o responsável pelo ingresso de Elijah quando tenta fugir da Propater no início da série. Após matar o irmão de Kenji, Khan tornou-se seu mentor Kenji e ambos possuem uma relação um pouco tensa, mas, ao mesmo tempo, de confiança.
Sophia Theodorius – Grupo Nomad
Uma poderosa hacker grega, que teve seu corpo inteiro mecanizado, transformando-a numa cyborg de aparencia adolescente, mesmo tendo 41 anos. Sophia é uma espécie de figura materna para muitos personagens da série, principalmente com Kenji, mesmo que seu relacionamento com ele seja um pouco mais complicado. No passado, ela foi muito promíscua e com isso deu à luz oito filhos, que não criou. Seu primogênito é Andreas, um alto membro do ranking da Nomad, que ela tentou matar quando era bebê e que ainda carrega as cicatrizes desse dia. Sophia também ajuda a ativar Maya.
Kenji Asai – Grupo Nomad
Era o irmão caçula de um chefe Yakuza, Ryuchi Asai. Kenji é muito sangue-frio e extremamente hábil em combate e em lutas corpo a corpo, podendo enfrentar mais de um Aeons sozinho utilizando-se apenas de facas (sua arma preferida para lutar). No início, pode parecer um psicopata, matando soldados e não-combatentes sem qualquer sinal de remorso, no entanto, no 4º volume (7º e 8º no Brasil) é revelado que ele é um personagem psicologicamente complexo, cujas ações são impulsionadas pela necessidade de amor e significação.
Wyticliffe – Grupo Nomad
Um ex-soldado caribenho que se uniu a Nomad para lutar contra a opressão dos mais pobres. Carrega uma culpa enorme pela morte de vários inocentes devido as minas terrestres que ele enterrou visando atingir soldados da Propater. Ele possui olhos artificiais.
Maya
Um quase divino AI, que parece corresponder à Salvador, da mitologia gnóstica. Ele tem capacidade de se conectar as máquinas e tem a aparência de um menino andrógino de pele escura.
Querubim
Um sofisticado robô de uso militar desenvolvida em conjunto por Israel e pelo MIT (Instituto de Tecnologia de Massachusetts) e construído para proteger o centro de pesquisa no Éden, mas que acabou sendo usado para destruí-lo. Mais tarde, serve como protetor de Elijah, e é um combatente poderoso em seus conflitos com a Propater. No entanto, Querubim nem sempre é capaz de distinguir o amigo do inimigo.
No catolicismo tradicional, Querubim é o nome do segundo mais alto nível dos anjos. Quando Adão e Eva foram banidos de Éden por comer a fruta da árvore da sabedoria, é dito que Deus os nomeou para serem os guardas do Paraíso com espadas de fogo para prevenir que seus descendentes voltassem para lá.
Helena Montoya
Uma prostituta sul americana que também é capturada pelo grupo Nomad e posteriormente trabalha em um bordel. Tem uma relação complexa com Elijah, atuando muitas vezes como uma irmã mais velha.
Kachua
Jovem de origem inca que é capturada pela Nomad junto de Helena.
Marihan
Jovem muçulmana que se junta aos Nomad para defender os direitos das minorias na Ásia.

## Cronologia de Éden
- 2060 – Primeira descoberta do vírus da clausura na África do Sul
- 2066 – A OMS (Organização Mundial da Saúde) declara estado de emergência no mundo inteiro
- 2069 – Nas Ilhas Virgens dos Estados Unidos, um time de pesquisa da biosfera corta seu contato com o mundo exterior
- 2070 – Nasce Ennoia Ballard e Hannah Mayall
- 2075 – Querubim fica descontrolado e destrói o laboratório de pesquisas. Marris, Ennoia e Hannah vivem no laboratório destruído
- 2086 – A população mundial tem uma queda considerável e a ONU perde sua estabilidade. A Federação da Propatia se estabele, com o objetivo de restaurar uma nova ordem mundial. O esquadrão da Propatia que foi enviado para invadir o laboratório é interceptado por Querubim, a mando de Ennoa. Na operação Chris Ballard morre. Pouco depois Morris também falece e Ennoia e Hannah escapam da ilha e se unem a outros refugiados no Golfo do Panamá – Introdução do manga
- 2087 – Ennoia e Hannah são aceitos como refugiados em Porto Callao (Peru)
- 2093 – Nasce Elijah Ballard
- 2096 – Nasce Mana Ballard
- 2108 – Elijah cruza a fronteira entre a Colômbia e Peru e tem seu primeiro encontro com os Nomads e as forças da Propatia – Início do manga
- 2112 - Depois de um salto temporal de quatro anos, a história continua - cap 64, vol 10 (Japão)

## Oganizações e Termos
Gnosticismo
Filosofia grega de tempos helenístico. É uma forma antiga de pensar nascida das particularidades do Estoicismo que, em seu início, teve uma impetuosa relação com o cristianismo e com o judaísmo. Existem muitos grupos no gnosticismo, mas origem exata é desconhecida.
O gnosticismo se desenvolveu com um até então chamado dualismo anticósmico: a ideia de que esse mundo, o cosmos, é preenchido por uma maldade e que no “lugar, que não é aqui” existe o “verdadeiro cosmos da luz completa e da bondade”. O “este mundo/cosmos” que é cheio de conflitos, tristeza e desigualdades existe porque “Deus” que criou esse mundo era “ruim”. A ideia de que “Deus estava errado, nós precisamos conhecer a verdade” (que também existe no Existencialismo e nas filosias de Nietzsche, e é contra as religiões monoteístas), poderia também ser dita uma ideia de atenção de identidade. Porém, ao mesmo tempo, ele tem limitações nas suas maneiras de pensar. A explicação é de que “o Deus louco, Jaldabaoth, é repelido pelo poder da sabedoria” e a salvação jaz na Propatia (o ser supremo), no “verdadeiro cosmos de luz e bondade”. Em outras palavras, a ideia de “se livrar do deus falso e trazer de volta o verdadeiro Deus” no final ainda não tem seu sucesso em se tratando de escapar do conceito de “deus” em geral.
Agnostica ou Gnostica
Gnosia se refere a “sabedoria” e agnosia significa “desconhecimento” ou “ignorância”. De acordo com o gnosticismo, “nós devemos nos elevar da agnosia e em direção ao lugar onde a verdadeira transcedencia suprema existe”. Em Éden, países que se tornamram parte da Federação são chamados de Gnostica e os que não são membros da Propatia são chamados de Agnostica. Nos interesses de propagar a “liberdade e democracia”, a Propatia fez muitos ataques aéreos contra muitos outros países.
A Federação Propater
Em grego, Propatia quer dizer, “o primeiro pai”. No gnosticismo, se refere ao “pai desconhecido” ou ao “pai supremo”, que é dito estar no início primordial no universo. A organização que aparece em Éden de nome Federação da Propatia cresceu dentro de NATO e da ONU, e, eventualmente, englobou-os. Emprega muitos gênios e repete ações de dominação, para tornar-se um império mundial. Em termos de objetivos políticos, visa o Neo-imperialismo sob uma doutrina de “estabelecer um governo federativo mundial” e preserva uma delicada relação com o cristianismo que, apesar de fundamelmente se opor a Propatia também foi abduzido pelo sistema. Sua principal parte é constituída pela América, Inglaterra e Austrália, dando a impressão de ser uma “dominadora anglo-saxã” do mundo. Grécia, Espanha e muitos países do Leste Europeu e do centro do sul da África foram adicionados à Federação, o que, efetivamente, dividiu a União Europeia. Enquanto Rússia e China recusaram a união, muitos países da Ásia Central que queriam se desfazer da influência a eram submetidos por esses dois países acabaram se unindo imediatamente. Porém, Peru, Chile, Argentina e Uruguai eram opostos à união. Os países do Oeste da África estavam receosos quanto a união por causa da sua relação com a França e a oposição dos seus cidadãos islâmicos. O mesmo occoreu com a Malásia e Indonésia. O Japão se uniu devido a sua relação com os primeiros membros. Seu território é conhecido como "Gnostia." O território fora do controle Propater é chamado de "Agnostia", e inclui a maior parte do mundo islâmico, o Peru, entre outras áreas. Seu símbolo é uma cruz com uma cobra em torno.
Nomad
Tradução: nômades. Os nômades são tribos sem território fixo, que ficam sempre mudando de lugar, não possuem nenhuma terra e cultivam seus estoques de acordo com o clima. Sua existência é algo incomodo da perspectiva capitalista, que é baseada nos lucros gerados pela “posse da terra”, e da perspectiva governamental, particularmente quando recursos naturais estão enterrados de baixo do territótio que eles ocupam. Por se moverem usando conexões tribais, não tem conceito de “países” ou "fronteiras". Em Éden, o grupo Nomad é uma organização militar e muitos de seus membros são nascidos de tribos nômades e de grupos étnicos minoritários, mas gradualmente incluem “refugiados culturais” incapazes de se alocar na sociedade moderna. Além disso, graças a suas garantias, trocas feitas no mercado, câmbio de dinheiro e atividades no mercado negro, os Nomads acumulam fundos poderosos e detém muita influência.
Kenji, Sophia e Khan São integrantes dos Nomad e auxiliam Elijah em várias ocasiões.
Aliança islâmica
Em 2003, a Liga Árabe se separou e se juntou repetidas vezes, mas em Eden, quando muitos países islâmicos sabiam da ameaça do poder em constante expansão da Federação da Propatia, eles formaram uma aliança como uma contramedida. Porém, cada país tem suas próprias expectativas, e isso não poderia ser chamado de um monopólio unificado.
O Vaticano
O quartel-general organizacional do Catolicismo dentro da cidade de Roma. É um Estado soberano que tem o Papa como governador maior. Em Éden, naturalmente, é contra a Federação da Propatia. Também detém muito poder na América do Sul, onde o catolicismo é a religião dominante em muitos países.
Cidades do sacrifício
Uma região e/ou cidade abandona devido a crise do vírus da clausura. Cidades populosas e com muita concentração de pessoas não foram exceção. Elas são fechadas, como se houvesse fronteiras internacionais, mas refugiados e desabrigados acabam por morar nesses lugares. É comum que estejam tomadas por vegetação e cadáveres.
Limpeza étnica
É a violenta vontade ou desejo de ver uma certa população e suas crenças desaparecerem. O assassinato de judeus na Alemanha nazista é um dos muitos exemplos ocorridos na História. Mas, basicamente, existem quatro formas de limpeza étnica: por violência, por desenvolvimento, por administrações governamentais e por imigração.
Carteis de drogas
Em 2003, a América do Sul produzia matéria-prima de grande importância para corporações multinacionais da América e Europa, se tornando uma das últimas vítimas da globalização. Noam Chomsky escreveu sobre isso no livro What Uncle San Really Wants (O que o Tio Sam realmente quer). O jeito mais fácil de se conseguir dinheiro, para os países da América Latina, é por meio das drogas ilícitas e isso não é diferente em Eden. Começando pela Colômbia, a organização de Ennoia formou uma rede de contatos com o Noroeste da África e da Ásia Central e, no processo, também criou contatos com os Nomads. Ele também tem laços com as organizações do mercado negro de narcóticos do Yakut da Sibéria, os Chechenos do Cáucaso e com a Indonésia, dentre outros. Assim, ele controla mais de 40% do mercado mundial.
Aeons
A mais poderosa arma da Propatia. Nascido como um bioproduto das pesquisas feitas com o vírus da clausura. O vírus era organicamente sintetizado como nanomáquinas para criar um “vírus ciborg” (tipo TH34) cuja produção em massa resultaria em “soldados ilimitados e virtualmente imortais”. São frequentemente usados em batalha e tem braços que são segmentados e extensíveis armados com garras afiadas que podem ser usados como chicote, também podem atirar com suas garras. É preciso distruir seu tronco para matá-los, e parecem não ter inteligência própria. Alguns agentes de alto nível da Propater também estão equipados com corpos semelhantes aos dos Aeons.
Existem 30 níveis de Aeons, classificados do maior para o menor e a a origem grega da palavra significa “era” ou “uma certa idade”. No Gnosticismo, significa “uma divindade transcendental”.
Cyborg
Depois da disseminação do vírus, muitos sobreviventes usaram a tecnologia para recuperar membros perdidos. Por isso, é comum a existência de pessoas que possuem desde membros mecânicos a grande parte do corpo mecanizado. No entanto, nem todos os cyborgs foram vítimas da doença, há aqueles que se modificaram por vontade própria, como Shofia, que quis adquirir um corpo mecânico, deixando apenas o cérebro e a medula, além de vários soldados que também se utilizam dessa tecnologia e possuem diversos tipos de armas escondidos em seus membros artificiais.
Vírus da clausura
É o vírus que dizimou 15% da raça humana no começo da história ao fechar seu portador. Este vírus afeta o sistema imunológico e o fecha completamente a toda coisa externa, seus sintomas são o endurecimento dos órgãos do corpo, como se virassem porcelana. Os órgãos internos do corpo, incapazes de fazer o metabolismo, sofrem necrose e acabam morrendo, deixando para trás um corpo oco, que parece ser feito de cristais colados altamente quebradiços. Não possui cura, e para aqueles que conseguiram estabilizar os efeitos do vírus estão condenados a um corpo parcialmente cristalizado, pois os membros e orgãos atingidos nunca mais serão recuperadas ou se moverão.
Vírus Divulgação
Forma mutante do vírus do encerramento, criado em laboratório e que age de forma contrária ao original.

## No Brasil
O mangá foi licenciado pela Panini em 2003, sendo que cada edição japonesa corresponderia a duas brasileiras (meio tanko). No entanto, o manga foi cancelado no volume 23 (início do volume 12 no Japão).
Em janeiro de 2015, o mangá foi anunciado pela Editora JBC que relançará a obra em novo formato. Primeiro lançamento da editora em formato “JBC Big”, com dois volumes em um, ou seja, os 18 volumes originais foram publicados em 9 volumes, o último volume foi publicado em novembro de 2016.